# Acalolepta noctis
Acalolepta noctis es una especie de escarabajo longicornio del género Acalolepta, tribu Monochamini, subfamilia Lamiinae. Fue descrita científicamente por Goussey en 2007.
Se distribuye por Islas Salomón. Mide aproximadamente 39 milímetros de longitud. El período de vuelo de esta especie ocurre en el mes de agosto.